# Arbeitsgemeinschaft zur Förderung der Qualitätssicherung in der Medizin
Die Arbeitsgemeinschaft zur Förderung der Qualitätssicherung in der Medizin (AQS) war zwischen 1993 und 2004 eine gemeinsame Einrichtung von Dachorganisationen der Ärzteschaft, der Krankenhäuser und der gesetzlichen Krankenversicherungen. Ihr Ziel war die Abstimmung und Förderung von Maßnahmen der Qualitätssicherung im deutschen Gesundheitswesen. Durch das am 1. Januar 2004 in Kraft getretene GKV-Modernisierungsgesetz wurden die Aufgaben der AQS dem Gemeinsamen Bundesausschuss übertragen.

## Entstehung
Die AQS wurde 1993 aufgrund einer Empfehlung des 96. Deutschen Ärztetages von der Bundesärztekammer, der Kassenärztlichen Bundesvereinigung, der Deutschen Krankenhausgesellschaft und den Spitzenverbände der gesetzlichen Krankenkassen mit Unterstützung des Bundesministeriums für Gesundheit gegründet. Im Jahr 1997 wurde die Existenz der Organisation durch das 2. GKV-Neuordnungsgesetz im Sozialgesetzbuch V (§ 137 b) festgeschrieben.
Im Rahmen der Gesundheitsreform 2000 wurde die Trägerschaft um den Verband der privaten Krankenversicherung und die Berufsorganisationen der Krankenpflegeberufe erweitert.

## Aufgaben
Die gesetzlichen Aufgaben des AQS umfassten gemäß § 137 b SGB V (in der Fassung vom 22. Dezember 1999):
- Feststellung des Standes der Qualitätssicherung im Gesundheitswesen
- Benennung des Bedarfs zur Weiterentwicklung der Qualitätssicherung
- Wirksamkeitsbewertung eingeführtes Qualitätssicherungsmaßnahmen
- Erarbeitung von Empfehlungen für eine sektoren- und berufsgruppenübergreifende Qualitätssicherung im Gesundheitswesen einschließlich ihrer Umsetzung
- Berichterstattung über den Stand der Qualitätssicherung.

## Aktivitäten und Projekte
Der Austausch zwischen den Trägern der Institution über fachliche und berufspolitische Aspekte – unter Einbezug externer Expertise –  stand im Mittelpunkt der AQS-Aktivitäten.

### Nationale Qualitätskonferenz
In diesem Rahmen wurde 2001 die 1. Nationale Qualitätskonferenz ausgerichtet. Zu den hier erarbeiteten Vorschlägen für die Verbesserung der Patientenversorgung in Deutschland gehörten unter anderem die Forderungen nach mehr Patientenbeteiligung und Transparenz im Gesundheitswesen, nach Vermeidung finanzieller Fehlanreize sowie nach Planungs- und Finanzierungssicherheit für Leitlinien-Erstellung und Implementierung.

### DIQ-Projektdatenbank
Zur Verbesserung der Transparenz über Qualitätssicherungsmaßnahmen machte die AQS ab Sommer 2001 mit dem Dokumentations- und Informationssystem Qualitätssicherung DIQ eine allgemein zugängliche Übersicht über deutsche Qualitätssicherungsprojekte zugänglich.